# Vincenzo Maenza
Vincenzo Maenza (* 2. května 1962 Imola, Itálie) je bývalý italský reprezentant v zápase.
Čtyřikrát reprezentoval Itálii na letních olympijských hrách v zápase řecko-římském. Při své olympijské premiéře v roce 1980 v Moskvě obsadil 7. místo. V roce 1984 v Los Angeles vybojoval ve váhové kategorii do 48 kg zlatou olympijskou medaili a o čtyři roky později ji v Soulu obhájil. V roce 1992 v Barceloně pak ve stejné kategorii vybojoval stříbro.
V roce 1987 vybojoval stříbrnou medaili na mistrovství světa. V roce 1984 vybojoval stříbrnou a v roce 1986 bronzovou medaili na mistrovství Evropy.